# Isidore Heyndels
Isidore Heyndels (Vilvoorde, 2 november 1887 - Dachau, 22 december 1942) was een Belgisch senator.

## Levensloop
Isidore Heyndels was de enige van de zeven kinderen in het gezin Heyndels die de Eerste Wereldoorlog overleefde. Hij bracht die oorlog door als krijgsgevangene in een Nederlands kamp. 
Hij zette zijn eerste stappen in de arbeidersbeweging in het socialistische kamp. 
Als metaalbewerker werd hij actief in de Centrale der Metaalbewerkers van België (CMB), werd bestendig secretaris van de afdeling Vilvoorde en zetelde, halfweg de jaren 1920, in het comité van de Brusselse Federatie van Vakbonden, aangesloten bij de socialistische Syndikale Kommissie-SK. Vanaf 1921 was hij secretaris van de BWP in het kanton Vilvoorde. Van 1921 tot 1926 was hij socialistisch gemeenteraadslid van Vilvoorde.
Hij verzette zich in die periode tegen de zogenaamde Motie Mertens, waarbij communisten vanaf 1924 uit de SK verjaagd werden. Samen met enkele andere dissidenten, onder wie Emile Marchand en Arthur Vercruyce, stichtte hij het blad Eenheid.
In 1928 stapte hij over naar de Kommunistische Partij van België en werd in 1936 verkozen tot senator voor het arrondissement Brussel. Lid van het Centraal Comité van zijn partij, was hij de woordvoerder van de communisten in de senaat. In mei 1940 werd hij gedeporteerd naar het Franse Vernet. 
Na zijn terugkeer werd hij een spilfiguur voor de communistische activiteiten in de Brusselse rand. Hij trad toe tot het Verzet met het stichten van het clandestiene blaadje De Strijd. Kort na 22 juni 1941 (aanval tegen de Sovjet-Unie) werd hij opgesloten in Breendonk en vervolgens gedeporteerd naar Neuengamme en naar Dachau, waar hij omkwam.
Hij werd na de Bevrijding in de senaat vervangen door Jean Taillard. Zijn zoon, Henri Heyndels, was in 1949 gedurende enkele weken Belgisch volksvertegenwoordiger.